# Gurungs

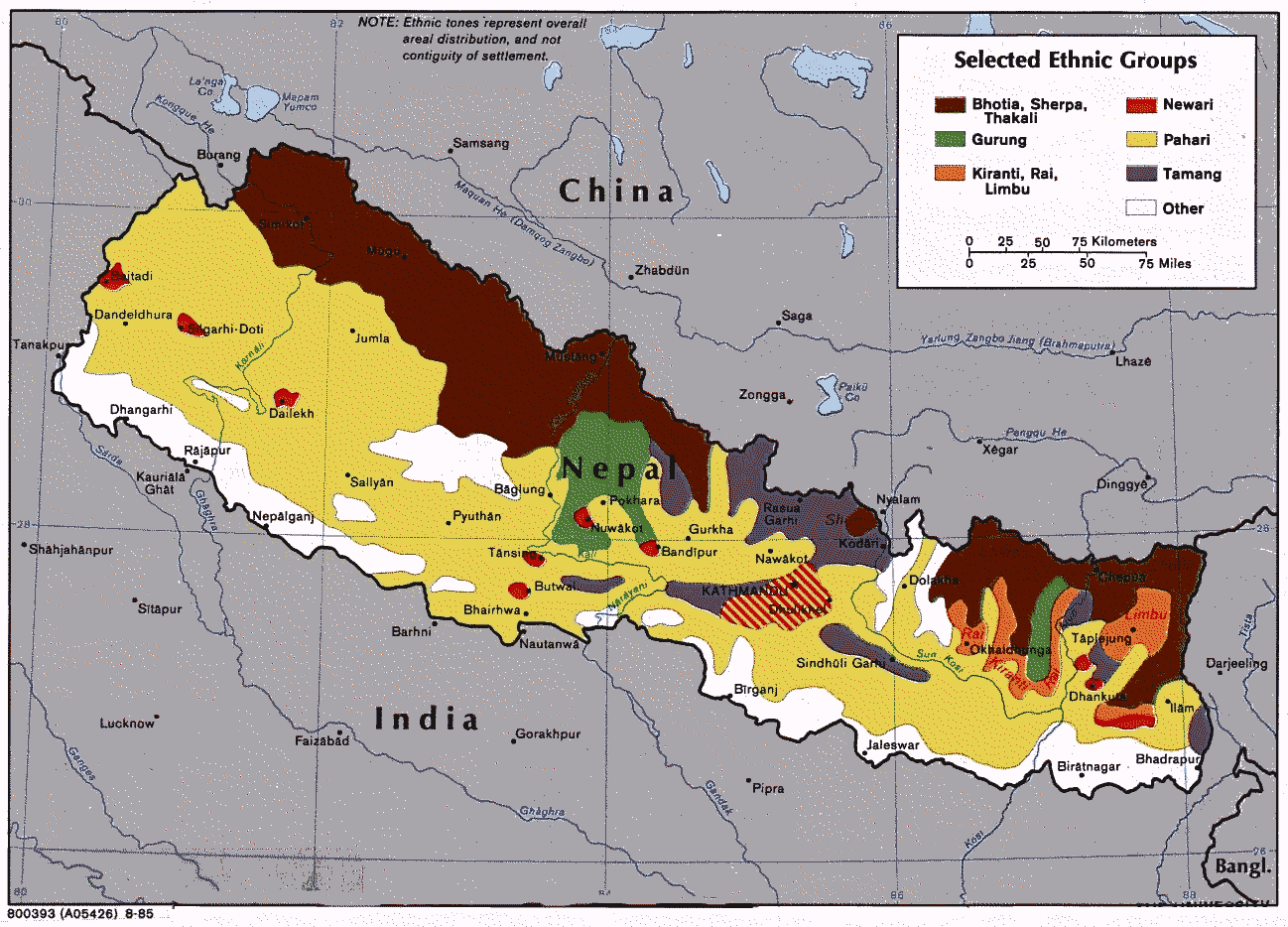
Grupos étnicos selecionados do Nepal: Bhotia, Sherpa, Thakali; Gurung; Kiranti Sunuwar, Rai, Limbu; Newari; Pahari; Tamang

O povo Gurung, também chamado Tamu, é um grupo étnico de diferentes partes do Nepal. Os Gurungs, tal como os Sherpa, Tamang, Thakali, Magar, Manaaggi, Mustaaggi, e Walunggi, são os povos indígenas dos vales das montanhas do Nepal. Eles vivem principalmente na zona de Gandaki, especificamente nos distritos de Lamjung, Kaski, Mustang, Dolpa, Tanahu, Gorkha, Parbat e Syangja, bem como no distrito Manang em torno da cordilheira de Annapurna. Alguns vivem nos distritos de Baglung, Okhaldhunga e Taplejung districts bem como Machhapuchhre também. Acredita-se que pequenos números estão vivendo no distrito Darjeeling da Índia, Kolkata, Assam, Manipur e Sikkim, bem como no Butão.
De acordo com o censo de 2013 há 3.5 milhões de Gurungs no Nepal, dos quais 1.1 milhão fala a língua Gurung.

## Religião
Eles são budistas e ampla minoria hindu. Séculos de influência cultural do Tibet e de seus vizinhos ao norte – que adotaram a cultural tibetana pesadamente – resultou em muitos Gurungs gradualmente aderindo ao budismo Tibetano – particularmente entre os Gurungs da região de Manang – ao longo dos séculos, particularmente a escola de Nyingma.